# Roberto Colciago
Roberto Colciago (Saronno, 4 april 1968) is een autocoureur uit Italië. Het grootste gedeelte van zijn carrière heeft hij in de touringcars gereden - eerst in het Super Touring en daarna in de Super 2000 - en tot nu toe zijn laatste activiteit in het WTCC. Zijn grootste successen zijn twee kampioenschappen in het STCC en een titel in het ITCC. Hij is getrouwd en heeft een dochter.

## Carrière
Na een periode in het karting, ging Colciago rijden in het Italiaanse Formule 3-kampioenschap op de leeftijd van 19 jaar. Hij werd vijfde in 1987 met een overwinning in zijn eerste seizoen, in 1990 won hij de titel. Hierdoor promoveerde hij naar de Formule 3000, maar hij keerde terug naar de Italiaanse F3 in 1992 en reed daarna twee seizoenen in het Duitse Formule 3-kampioenschap.
In 1995 stapte Colciago over naar de touringcars. Hij nam in zowel de Italiaanse als de Spaanse Super Touring-kampioenschappen deel en eindigde op een respectievelijke 8e en 10e plaats. De daaropvolgende vier jaar reed hij in de Italiaanse series en won de independentstitel in 1996 en 1999. In 2000 en 2001 reed hij in een Audi A4 in de Europese Super Touring Cup en behaalde hier zeven overwinningen. In 2001 combineerde hij dit programma met het STCC en won hier de titel, die hij met succes verdedigde in 2002.
Colciago heeft de laatste jaren veel gewisseld tussen Italiaanse en Europese kampioenschappen. In 2003 nam hij deel aan het ETCC, maar keerde het volgende jaar terug naar Italië, deze keer in de Touring Master Cup, waarin hij twee races won en als tweede in het kampioenschap eindigde. In 2005 keerde hij terug naar het ETCC, wat inmiddels was hernoemd naar het WTCC. Hij rijdt in een Honda Accord voor het independentsteam JAS Motorsport. Vervolgens keerde hij terug naar Italië voor nog een titel in het ITCC, waarin hij een Seat reed. Sindsdien rijdt hij in het WTCC voor Seat Sport Italië.